# Fundación para el Análisis y los Estudios Sociales
La Fundación para el Análisis y los Estudios Sociales, más conocida por su acrónimo FAES, es un think tank constituido en fundación privada española, creada en 1989 y ligada al Partido Popular (PP), que trabaja en el ámbito de las ideas y las propuestas políticas. Su principal cometido es ayudar al debate de las ideas, la formación política y desarrollar los principios ideológicos que fundamentan a la derecha política. Informalmente se la conoce como «el laboratorio de ideas del PP».
Tiene su sede en Madrid. Su presidente es José María Aznar y su vicepresidente Manuel Pizarro. En el patronato también figuran personalidades de la política como los exministros Ángel Acebes y Eduardo Zaplana.
Cuenta con un presupuesto anual de unos 5 millones de euros, que recibe de subvenciones públicas, y donativos y aportaciones privadas. En 2013 fue calificada por la Fundación Compromiso y Transparencia como la segunda fundación política más transparente, siendo la única que publica la carta del auditor externo.

## Origen
Se constituyó en Madrid el 11 de noviembre de 2002. Para su creación se integraron cinco anteriores fundaciones vinculadas con el Partido Popular: 
- Fundación Cánovas del Castillo
- Popular Iberoamericana
- Popular Iberoamericana de Análisis y Estudios Sociales (antigua FAES)
- Popular Iberoamericana de Estudios Europeos
- Instituto de Formación Política

Este mismo reajuste de organizaciones afines al PP afectó también a la Fundación Humanismo y Democracia, que de esta forma pasó a gestionar las tareas de cooperación y desarrollo asignadas a algunas de las anteriores fundaciones.

## Ideología
FAES se define a sí misma como una organización liberal conservadora y demócrata cristiana. Su objetivo, según exponen en su página oficial, es el "fortalecimiento de los valores de la libertad, la democracia y el humanismo occidental; creando, promoviendo y difundiendo ideas basadas en la libertad política, intelectual y económica". Afirman además que las ideas que desarrollan pretenden ofrecer alternativas políticas y de pensamiento diferentes a las del socialismo, y que puedan ser asumidas por los líderes políticos para ser transformadas en programas de acción política.
Según sus críticos, FAES no sería más que una institución para marcar las pautas de actuación y la agenda política del Partido Popular.
En 2024 siguen considerando que Aznar tenía motivos para atribuir a E.T.A la autoría de los atentados del 11M.

## Organización
FAES se dirige a través de su patronato, que define el plan de actividades y el presupuesto. El presidente de FAES dirige la actividad de la Fundación y señala los objetivos de cada área, y el secretario general ejecuta las directrices de ambos y coordina las áreas de trabajo, que son las siguientes:
- Economía y políticas públicas, dirigida por Miguel Marín y dedicada al estudio de la actividad económica, Hacienda, Comercio, Educación, Inmigración, Sanidad, Medio Ambiente y otras políticas públicas.
- Constitución e instituciones, dirigida por Ignacio Astarloa y dedicada al sistema constitucional, las instituciones del Estado de derecho, la filosofía política y la lucha contra el terrorismo.
- Internacional, dirigida por Cayetana Álvarez de Toledo y encargada de las actividades relacionadas con la política internacional, la seguridad y la defensa, así como la promoción de las relaciones internacionales de la fundación.
- Formación, que se encarga de los cursos de formación política.
- Publicaciones, dirigida por Miguel Ángel Quintanilla Navarro y encargada de las ediciones, el centro de documentación, la Editorial Gota a Gota y la web.
- Comunicación, dirigida por Ana Cabos y encargada de la difusión de las actividades de la fundación y la relación con los medios de comunicación.
- Gerencia, que atiende las cuestiones de funcionamiento de la fundación.
- Organización

Además, cuenta con cuatro institutos especializados.
- Instituto Cánovas del Castillo, encargado de investigar y difundir la historia del pensamiento liberal-conservador español.
- Instituto Manuel Fraga, encargado del estudio de la política española a partir de la transición y de la conservación del fondo bibliográfico.
- Instituto Popular Iberoamericano, que tiene el objetivo de potenciar las relaciones políticas y culturales entre España e Iberoamérica.
- Institut Catalunya Futur, con sede en Barcelona, y que realiza seminarios, conferencias y publicaciones de especial interés para Cataluña.

## Financiación
Desde 2017 el grueso de la financiación de FAES es de carácter privado a través de donaciones, tanto de particulares como de empresas, cuya transparencia está garantizada con el cumplimiento de los requisitos establecidos en la legislación vigente.
En 2013 un informe de la "Fundación Compromiso y Transparencia" calificó a FAES como la fundación política más transparente, siendo la única que hace públicos sus estados financieros, la carta de un auditor externo, y una memoria anual sobre su gestión o los resultados de sus actividades.
El Grupo Parlamentario Socialista, entonces en la oposición, realizó una pregunta escrita en el Senado acerca de las cantidades y fondos recibidos por FAES procedentes del Gobierno español entre el año 2001 y el final del primer trimestre de 2004, fecha en que el Partido Popular abandonó el gobierno. La cantidad percibida desde junio de 2001 a octubre de 2003 ascendió a 7 607 966,67 euros debidamente acreditados por escrito en el Boletín Oficial de las Cortes Generales (BOCG) de 24 de junio de 2005.
En 2007 FAES se convirtió en la fundación de corte político que más ayudas recibió del Gobierno de España, con un total de alrededor de tres millones de euros. En 2005 se calculó que cerca del 40 % de su presupuesto era de origen privado (donaciones de particulares).

## Lista de secretarios generales
- Baudilio Tomé (2002-2004).
- Javier Fernández-Lasquetty (2004-2007).
- Jaime García-Legaz (2007-2012).
- Javier Zarzalejos (2012-2016. Desde 2017 como director).